# Hubert Carmagnolle
Cet article possède un paronyme, voir Carmagnole.
Hubert Carmagnolle est un homme politique français né le 25 avril 1879 à Cotignac (Var) et mort assassiné le 28 septembre 1944 à Cotignac.

## Biographie
Agriculteur, directeur de coopérative oléicole, il est maire de Cotignac.
Militant socialiste, il choisit de rester à la SFIO au congrès de Tours, en 1920, ce qui lui valut l'hostilité des communistes pendant le restant de sa carrière politique. 
Il est député SFIO du Var de 1924 à 1936. 
Il est arrêté par la Gestapo le 9 juillet 1944.  À la Libération, il est traduit devant le comité de Libération, pour collaboration. Il est assassiné en septembre 1944.